# Paratomapoderus usambicus
Paratomapoderus usambicus es una especie de coleóptero de la familia Attelabidae.

## Distribución geográfica
Habita en Kenia y Tanzania.